# Eerste divisie (vrouwenhandbal) 2022/23
De eerste divisie 2022/23 is de op een na hoogste afdeling van het Nederlandse handbal bij de dames op landelijk niveau.

## Opzet
- De nummer 1 is kampioen en promoveert rechtstreeks naar de eredivisie
- De nummers 15 en 16, degraderen rechtstreeks naar de tweede divisie

Indien een vereniging met een team dat uitkomt in de eredivisie, een 2e team heeft dat uitkomt in de eerste divisie, kan het team van betrokken vereniging niet in aanmerking komen voor promotie naar de eredivisie.
Indien een team kampioen wordt en niet kan promoveren naar de eredivisie promoveert de eerstvolgende op de ranglijst, mits die geen team in de eredivisie heeft, alsnog rechtstreeks naar de eredivisie.

## Teams
| Ploeg                           | Plaats      | Provincie     | Trainer            | Hal               |
| ------------------------------- | ----------- | ------------- | ------------------ | ----------------- |
| DSS                             | Heemskerk   | Noord-Holland | Zoran Jovanovic    | de Waterakkers    |
| Misker/E&O                      | Emmen       | Drenthe       | Henrik Bergholt    | Angelslo          |
| Foreholte                       | Voorhout    | Zuid-Holland  | Patrick Jordaan    | De Tulp           |
| Fortissimo                      | Cothen      | Utrecht       | Willem Jan Ruder   | De Rijnsloot      |
| PCA/Kwiek 2                     | Raalte      | Overijssel    | Jildou Dijkstra    | Tijenraan         |
| MEOS                            | Nederweert  | Limburg       | Dominiek Brinkmans | De Bengele        |
| MHV '81                         | Mill        | Noord-Brabant | Lara Gommans       | De Looierij       |
| Westfriesland/SEW 2             | Nibbixwoud  | Noord-Holland | Theo Bakker        | de Bloesem        |
| HV Quintus 2                    | Kwintsheul  | Zuid-Holland  | Dirk Loose         | Eekhout Hal       |
| De Tukkers                      | Albergen    | Overijssel    | Nicol Kooiker      | Het Loarkamp      |
| Voorwaarts                      | Twello      | Gelderland    | Rob Wiegman        | Jachlust          |
| OTTO Work Force/VOC Amsterdam 2 | Amsterdam   | Noord-Holland | Delaila Amega      | Elzenhagen        |
| JuRo Unirek/VZV 2               | 't Veld     | Noord-Holland | Hans Verduin       | 't Zijveld        |
| Westsite                        | Amsterdam   | Noord-Holland | Danielle Rozing    | Calandhal         |
| ZAP                             | Breezand    | Noord-Holland | Stefan Baars       | de Zwaluwenvlucht |
| ZVBB '21                        | Bornerbroek | Overijssel    | Afton Groener      | 't Wooldrik       |

## Stand
| Pos | Club                            | Wed | W  | G | V  | Ptn  | +/− | Opmerking                         |
| --- | ------------------------------- | --- | -- | - | -- | ---- | --- | --------------------------------- |
| 1   | OTTO Work Force/VOC Amsterdam 2 | 30  | 26 | 0 | 4  | 52   | 237 | Kampioen                          |
| 2   | Fortissimo                      | 30  | 22 | 2 | 6  | 46   | 81  | Promotie naar de eredivisie*      |
| 3   | MHV '81                         | 30  | 20 | 1 | 9  | 41   | 51  |                                   |
| 4   | PCA/Kwiek 2                     | 30  | 18 | 4 | 8  | 40   | 44  |                                   |
| 5   | Misker/E&O                      | 30  | 17 | 2 | 11 | 36   | 31  |                                   |
| 6   | JuRo Unirek/VZV 2               | 30  | 16 | 0 | 14 | 32   | 2   |                                   |
| 7   | Voorwaarts                      | 30  | 14 | 4 | 12 | 32   | -4  |                                   |
| 8   | Westfriesland/SEW 2             | 30  | 16 | 1 | 13 | 31** | -15 |                                   |
| 9   | DSS                             | 30  | 13 | 4 | 13 | 30   | 25  |                                   |
| 10  | ZAP                             | 30  | 12 | 3 | 15 | 27   | -6  |                                   |
| 11  | MEOS                            | 30  | 11 | 3 | 16 | 25   | -37 |                                   |
| 12  | Westsite                        | 30  | 11 | 0 | 19 | 22   | -25 |                                   |
| 13  | Foreholte                       | 30  | 10 | 1 | 19 | 21   | -62 |                                   |
| 14  | ZVBB '21                        | 30  | 10 | 1 | 19 | 21   | -63 |                                   |
| 15  | HV Quintus 2                    | 30  | 9  | 2 | 19 | 20   | -51 | Degradatie naar de tweede divisie |
| 16  | De Tukkers                      | 30  | 1  | 0 | 29 | 2    | -98 | Degradatie naar de tweede divisie |

* Fortissimo heeft geen gebruik gemaakt van de promotiemogelijkheid. Uiteindelijk promoveerde Misker/E&O naar de eredivisie.
** Westfriesland/SEW heeft twee punten in mindering ontvangen.